# Koreai nyelvvizsga
A koreai nyelvvizsga, hivatalos nevén Test of Proficiency in Korean vagy röviden TOPIK, a nem koreai anyanyelvűek számára megtartott nyelvi szintfelmérő vizsga. Dél-Koreában évente ötször, külföldön évente két alkalommal lehet vizsgázni. Koreában 13 vizsgahely áll rendelkezésre, külföldön pedig 49 országban mintegy 161 helyen lehet vizsgázni. A vizsgát a Nemzetközi Oktatást Felügyelő Intézet (국립 국제 교육원, Kungnip kukcse gjojukvon (Gungnip gukje gyoyukwon)) szervezi, a külföldi lebonyolítást a helyi Koreai Kulturális Központok, illetve a koreai nagykövetség végzi.

## Története
A TOPIK nyelvvizsgát 1997-ben vezették be, ekkor 2274-en vizsgáztak. 2006-ban 30 270-en, 2007-ben 72 292-en, 2008-ban 152 780-an vettek részt, 2013-ra pedig a bevezetés óta összesen több mint egymillióan vizsgáztak.

## Felépítése
A régi rendszer szerint kezdő, középhaladó és haladó szintből állt vizsga, ezt 2014-ben megszüntették. Az új rendszer két részből áll: TOPIK I és TOPIK II. A TOPIK I a kezdő szintet méri fel szövegértéssel és hallás utáni értéssel, míg a TOPIK II a közép- és haladó szintet szövegértéssel, hallás utáni értéssel és esszéírással.
Ponthatárok:
| Típus              | TOPIK I  | TOPIK I  | TOPIK II | TOPIK II | TOPIK II | TOPIK II |
| Típus              | 1. szint | 2. szint | 3. szint | 4. szint | 5. szint | 6. szint |
| ------------------ | -------- | -------- | -------- | -------- | -------- | -------- |
| ponthatár          | 80       | 140      | 120      | 150      | 190      | 230      |
| Maximális pontszám | 200      | 200      | 300      | 300      | 300      | 300      |

## Vizsgahelyek
Magyarországon a vizsga lebonyolítását a Koreai Kulturális Központ végzi.
A vizsgahelyek listája (2015):

### Ázsia
- Dél-Korea (13):
  - Csedzsu (Jeju)
  - Cshangvon (Changwon)
  - Cshongdzsu (Cheongju)
  - Cshuncshon (Chuncheon)
  - Csondzsu (Jeonju)
  - Incshon (Incheon)
  - Kvangdzsu (Gwangju)
  - Puszan (Busan)
  - Szöul (2)
  - Szuvon (Suwon)
  - Tedzson (Daejeon)
  - Tegu (Daegu)
- Azerbajdzsán (1)
- Banglades (1)
- Brunei (1)
- Fülöp-szigetek (3)
- India (2)
- Indonézia (1)
- Irán (1)
- Japán (29)
- Kambodzsa (1)
- Kazahsztán (1)
- Kína (31)
- Kirgizisztán (2)
- Laosz (2)
- Malajzia (1)
- Mianmar (2)
- Mongólia (1)
- Örményország (1)
- Pakisztán (2)
- Srí Lanka (1)
- Szingapúr (1)
- Tadzsikisztán (1)
- Tajvan (2)
- Thaiföld (4)
- Törökország (2)
- Türkmenisztán (1)
- Üzbegisztán (4)
- Vietnam (2)

### Észak- és Dél-Amerika
- Argentína (1)
- Brazília (3)
- Dominikai Köztársaság (1)
- Kanada (3)
- Kolumbia (1)
- Mexikó (1)
- Paraguay (1)
- USA (8)

### Európa
- Bulgária (1)
- Csehország (1)
- Franciaország (4)
- Fehéroroszország (1)
- Magyarország (1)
  - Budapest
- Nagy-Britannia (1)
- Németország (3)
- Olaszország (2)
- Oroszország (9)
- Spanyolország (1)
- Ukrajna (1)

### Egyéb
- Ausztrália (1)
- Egyiptom (1)